# Julius Laube

Julius Laube

Heinrich Wilhelm Julius Laube (* 19. Mai 1841 in Schlotheim, Thüringen; † 22. November 1910 in Hamburg) war ein deutscher Dirigent und Orchesterleiter.

## Leben
Laube erhielt mit acht Jahren zunächst Geigen- und Klavierunterricht und trat später als Oboist in die Militärkapelle des Infanterie-Regiments 31 in Erfurt ein. Nach Stationen als Stadtmusikdirektor in Mühlhausen und Hofkapellmeister in Sondershausen übernahm er 1868 die Leitung der Erfurter Regimentskapelle, die nach dem Deutsch-Französischen Krieg 1871 zusammen mit dem Regiment nach Altona/Elbe verlegt wurde. Hier und im benachbarten Hamburg etablierte Laube in den folgenden Jahren erfolgreich sogenannte „populäre Konzerte“, die sich vor allem an ein breites und weniger begütertes Publikum richteten. Diese Konzerte fanden zumeist unter der Woche in verschiedenen Konzerthallen an der Reeperbahn statt, kosteten nur 50 Pfennig Eintritt und brachten vorwiegend populäre Unterhaltungsmusik, der das Publikum „bei Bier, Butterbrot, Zigarren und gemütlicher Unterhaltung folgte“.
1877 schied Laube aus dem Militär aus und gründete eine eigene Kapelle, mit welcher er die populären Konzerte fortsetzte. Zugleich versuchte er sein Publikum auch an „ernstere“ Musik heranzuführen, unter anderem durch Erstaufführungen zeitgenössischer Komponisten wie Brahms, Grieg, Liszt, Saint-Saëns u. a. Als großer Anhänger Richard Wagners gab Laube mehrere Benefizkonzerte für den Bau des Bayreuther Festspielhauses.
Im April 1882 wurde das „Laube’sche Orchester“ von Angelo Neumann engagiert, um – unter der Leitung von Anton Seidl – kurzfristig in Hamburg den gesamten Wagner’schen Ring des Nibelungen einzustudieren, und anschließend (im Mai 1882) in London aufzuführen.   Später bildeten die Musiker das Orchester des reisenden Richard Wagner-Theaters.
Eine jahrelange Zusammenarbeit verband Julius Laube außerdem mit Peter Tschaikowski, der ihn in Hamburg besuchte und im Gegenzug mit seinem Orchester nach Sankt Petersburg und Pawlowsk einlud. In den Sommermonaten unternahm Laubes Orchester mehrfach Tourneen ins In- und Ausland.
Laubes Erfolg beim Publikum ließ sich auch vom eher konservativ eingestellten Hamburger Musikbetrieb auf Dauer nicht ignorieren. So kam es in den 1890er Jahren zu einer engeren Zusammenarbeit mit den finanziell angeschlagenen Hamburger Philharmonikern, für die Laube fortan ebenfalls „Volkskonzerte“ dirigierte und mit Musikern seines eigenen Orchesters aushalf. Auch Gustav Mahler griff als Kapellmeister am Hamburger Stadttheater öfters auf Laubes Musiker zurück und führte 1893 die revidierte Fassung seiner 1. Sinfonie mit der Laubeschen Kapelle auf.
1908 zog sich Julius Laube in den Ruhestand zurück, zwei Jahre später starb er an einem Schlaganfall. Die Tradition der von ihm begründeten „populären Konzerte“ wird bis heute u. a. von der 1908 eröffneten Laeiszhalle gepflegt.